# Stradivari Greffuhle
Lo Stradivari Greffuhle è un violino costruito a Cremona da Antonio Stradivari, presumibilmente intorno al 1698. Deve il nome ad un nobile francese, il visconte di Greffuhle, che ha posseduto lo strumento tra il 1882 e ili 1910.
Il Greffuhle è uno degli undici strumenti di Stradivari decorati con motivi floreali, viticci e animali elaborati da Stradivari stesso. La doppia filettatura è intervallata da una banda di rombi d'avorio, incassati su un fondo d'ebano. Il piano armonico è in abete a grana fine, che si dirada verso il bordo, mentre il fondo è un unico pezzo d'acero, la cui marezzatura corre quasi orizzontale e si inclina nella parte inferiore. Le fasce sono realizzate con legno simile. Il manico è stato sostituito, e termina nel cavigliere e riccio originali.
Al termine del periodo nel quale è stato posseduto da Greffuhle, il violino è passato attraverso numerosi proprietari. Messo all'asta nel 1977 da Sotheby's, è stato acquistato da Herbert Richard Axelrod, entrando a far parte della sua ricca collezione. Insieme a molti strumenti di quest'ultima, è stato donato da Axelrod allo Smithsonian Institution, dove è conservato presso il National Museum of American History insieme agli altri strumenti che con esso formano il Quartetto Axelrod.